# حادثة سقوط رافعة في الحرم المكي
وقعت حادثة سقوط آلة رافعة في الحرم المكي الساعة 5:10 مساءً يوم الجمعة 11 سبتمبر 2015 في مشروع توسعة المسجد الحرام في مكة المكرمة غرب السعودية. خلّفت هذه الحادثة أكثر من 108 وَفَيَات وحوالي 238 جريحاً بحسب ما أعلن عنه الدفاع المدني السعودي. وقد أشارت العديد من المواقع الإخبارية أن سبب هذه الحادثة قد يعود إلى الحالة الجوية السائدة، حيث تعرّضت المدينة لعواصف رملية ورياح عاتية وأمطار شديدة.
ومن الجدير بالذكر أن هذه الحادثة تزامنت مع بداية موسم الحج في مكة المكرمة فضلاً عن وجود عدد كبير من المعتمرين الذين يتوافدون بكثافة أيام الجُمَع.
وأعلنت السعودية الاستنفار بعد سقوط الآلة الرافعة داخل الحرم المكي، وقالت وسائل إعلام محلية إنّ الأجهزة المعنية هيّأت 39 سيارة إسعاف لنقل المصابين، كما أعلنت التأهب في كافة المستشفيات.

## خلفية عامة

### توسعة المسجد الحرام
المسجد الحرام هو أعظم مسجد في الإسلام، وأكبر مسجد في العالم، يقع في قلب مدينة مكة غرب المملكة العربية السعودية، تتوسطه الكعبة المشرفة، وهو قبلة المسلمين في صلاتهم، وإليه يحجون. سمي بالمسجد الحرام لحرمة القتال فيه منذ دخول النبي محمد إلى مكة المكرمة منتصراً. ويؤمن المسلمون أن الصلاة فيه تعادل مائة ألف صلاة.
يشهد الحرم المكي والمسجد الحرام أعمال التوسعة السعودية الثالثة، التي سترفع طاقته الاستيعابية لأكثر من 2.3 مليون مصلِّ للفرض الواحد، و 105 آلاف طائف بالكعبة الشريفة في الساعة الواحدة. وتتركز توسعة الحرم المكي الشريف في الساحات الشمالية من المسجد على مساحة أكثر من 1.47 مليون متر مربع. ويمكن أن تحتوي على نحو 1.85 مليون مصلّ إضافي، ومن أجل إنهاء المشروع الضخم تم نزع نحو 5882 ملكية. تقام التوسعة التي يتكون مبناها من ثلاثة أدوار على مسطح تزيد مساحته عن 320 ألف متر مربع، ويستوعب 300 ألف مصل.
وقد تولّت مجموعة بن لادن السعودية مهام تنفيذ مشروع توسعة الحرم المكي الشريف.

### نبذة عن الآلة الرافعة
تعتبر هذه الآلة الرافعة واحدة من الرافعات المستخدمة في توسعة الحرم المكي وهي أكبر الرافعات حديدية وأضخمها على مستوى الشرق الأوسط.
يبلغ ارتفاعها أكثر من 200م، وقد استخدمت في فترة سابقة للحادثة في ساحات الحرم المكي الشرقية والشمالية، وكانت تستخدم مساحة تقدر بحوالي 250 م2.
والآلة الرافعة العملاقة هي ألمانية الصنع، ولا يوجد منها إلا قطعتان فقط في العالم كله، إحداهما في السعودية، والمسؤول عن تشغيلها في الحرم هو فني ألماني.
وظيفة الرافعة الأساسية هي تسهيل نقل التربة والمواد التي يتم إخراجها من داخل المسجد الحرام بالإضافة إلى نقل مواد البناء من الساحات إلى داخل المسجد، وكان الهدف من ذلك عدم التضييق على المصلين والمعتمرين أو التأثير على حركتهم. كما أنه لا يتم استخدام هذه الآلة الرافعة عادة إلا في نقل الحمولات الثقيلة جداً، حيث يمكنها نقل 75 طنّاً في المرة الواحدة، كما أن لها جنازير ضخمة مثل الدبابات لتسهيل التحكم بها، وعادةً ما يتم ربطها بأثقال محددة عندما يتم تشغيلها.
سقطت الرافعة في الجهة الشرقية المواجهة لمقام إبراهيم وتسببت في مقتل وجرح عشرات الأشخاص.

## تفاصيل الحادثة
أصدرت الرئاسة العامة لشؤون المسجد الحرام والمسجد النبوي بياناً توضيحاً، بينت خلاله أسباب سقوط جزء من إحدى الآلات الرافعة بالحرم المكي على جزء من المسعى والمطاف، مما أسفر عن سقوط عدد من الوفيات والإصابات، وقال البيان: «إنه في تمام الساعة الخامسة وعشر دقائق من عصر الجمعة، ونتيجة للعواصف الشديدة والرياح القوية والأمطار الغزيرة والحالة الجوية على العاصمة المقدسة سقط جزء من إحدى الرافعات بالمسجد الحرام على جزء من المسعى بالمسجد الحرام والطواف».

### إحصائيات الوفيات والإصابات
هذه قائمة إحصائيات بعدد الوفيات والإصابات للجنسيات المعلنة (تم إعلان 20 جنسية)، وهي مرتبة حسب عدد الوفيات ثم الإصابات.
| الجنسية       | الوفيات | الإصابات | ملاحظات |
| ------------- | ------- | -------- | --- |
| باكستان       | 12      | 15       | عدد الإصابات حسب القنصل العام الباكستاني. أما حسب موقع «داون» الباكستاني فقد وصل عدد الإصابات إلى 47.                                                                           |
| إيران         | 11      | 25       | |
| إندونيسيا     | 10      | 31       | عدد الإصابات حسب ما أعلنت عنه وزارة الخارجية الإندونيسية في يوم الحادثة. |
| مصر           | 2       | 23       | |
| تركيا         | 2       | 19       | حسب ما أعلنت عنه السلطات التركية. |
| الهند         | 2       | 10       | |
| الجزائر       | 1       | 11       | حسب الصحف الجزائرية (تم الإعلان عن 11 إصابة وحالة وفاة واحدة)، بينما في مصدر آخر وصل عدد الإصابات إلى 16.                                                                       |
| ليبيا         | 1       | 6        | |
| المغرب        | 1       | 3        | حسب بلاغ للسفارة المغربية بالرياض، وفيه ذكر بأن حالتين لم تستدعيان النقل إلى المستشفى، بينما نُقل الشخص الثالث. في مصدر آخر تم تسجيل إصابتين فقط.                                |
| بنغلادش       | —       | 25       | |
| ماليزيا       | —       | 6        | في مصدر آخر وصل العدد إلى 10 إصابات. |
| العراق        | —       | 1        | إصابة شخص من إقليم كردستان العراق، حسب ما أعلنت عنه وزارة الأوقاف والشؤون الاجتماعية في حكومة الإقليم. بينما هناك أنباء عن حالة وفاة واحدة حسب ما ذكرت وكالة «رووادو» العراقية. |
| أفغانستان     | —       | 1        | إصابة واحدة بليغة لشخص أفغاني، حيث اخترق سيخ حديدي ظهره، وقد تم إجراء تدخل جراحي ناجح له.                                                                                       |
| المجموع الكلي | 108     | 238      | |

### بعد الحادثة
بدأت عملية تغيير الأرضيات الرخامية المحطمة في منطقة الطواف قبل أن تنتهي من أعمال إزالة الرافعة المنهارة، فيما مدّت السلطات شريطًا أمنيا في مساحة 500 متر مربع، تقع في منطقة السعي بين الصفا والمروة. ومنعت السلطات دخول الحجاج إلى الطابقين الثاني والثالث من أجل أداء صلاة الفجر وذلك لإجراءات الصيانة، وكان خالد الفيصل أمير مكة المكرمة ورئيس لجنة الحج المركزية قد وضع مهلة زمنية مدتها يومان، من أجل الانتهاء من ترميم المواقع التي تأثرت بعد سقوط الرافعة في الحرم المكي. وحسب المصادر فإن الانتهاء من الترميم سيكون يوم الاثنين 14 سبتمبر.
وقد صرّح مصدر مسؤول سعودي أن مناسك الحج ستجري كالمعتاد، وقال «هذا لن يؤثر على موسم الحج هذه السنة وسيتم إصلاح القسم المتضرر على الأرجح خلال أيام».

## التحقيق
بدأت السلطات السعودية في التحقيق في الأسباب الفعلية لسقوط الآلة الرافعة، حيث قال الأمير خالد الفيصل أمير منطقة مكة المكرمة إنه تم تشكيل لجنتين للتحقيق في الأسباب والتداعيات. الجدير الذكر أن مجموعة بن لادن قد أوقفت أعمال التوسعة يوم الخميس الموافق 10 سبتمبر أي قبل حادثة وقوع الرافعة بيوم وذلك حسب تقرير تم نشره. وجاء في نص التقرير الذي رفعه المهندس محمد منيب أغا، مسؤول برامج السلامة في الحرمين الشريفين، نائب مدير عام التنفيذ، أنه وبناء على تعليمات المهندس نواف بكر بن لادن، فقد تم إيقاف جميع الأعمال، بجميع المواقع بمشروع توسيع الحرم المكي والعناصر المحيطة به.

### نتائج التحقيق
أصدر الديوان الملكي السعودي بيان أكّد فيه أن تقرير اللجنة المكلفة بالتحقيق ينفي الشبهة الجنائية في حادثة سقوط رافعة في الحرم المكي، وأكّد أن سبب الحادث تعرض الرافعة لرياح قوية، كونها في وضعية خاطئة. وأشار البيان إلى أن وضعية الرافعة كانت مخالفة لتعليمات التشغيل التصنيعية. وصدرت عدة أوامر من الملك سلمان بن عبد العزيز هي: إيقاف تصنيف مجموعة بن لادن السعودية، ومنعها من دخول أي مشاريع جديدة، ومنع سفر جميع أعضاء مجموعة بن لادن السعودية إلى نهاية التحقيق. وتضمنت الأوامر تكليف وزارة المالية والجهات المعنية عاجلاً بمراجعة جميع المشاريع التي تنفذها مجموعة بن لادن السعودية.
ووجه الملك سلمان بن عبد العزيز بصرف مليون ريال لكل ذوي شهيد من شهداء حادثة سقوط الرافعة بالمسجد الحرام، وصرف مليون ريال (266,622 دولار) لكل مصاب بإصابات تسبب إعاقة دائمة، إضافة إلى 500 ألف ريال (133,311 دولار) لكل مصاب من بقية المصابين في الحادثة. وأكد التوجيه أن ذلك لا يمنع من مطالبة ذوي الشهداء والمصابين بالتعويضات. وجاء في بيان الديوان الملكي أن الملك وجه باستضافة اثنين من ذوي كل متوفى من حجاج الخارج لحج عام 1437 هـ، كما وجه بمنح ذوي المصابين في المستشفيات تأشيرات زيارة خاصة.

## ردود الفعل
- السعودية: وجّه أمير منطقة مكة المكرمة خالد الفيصل بتشكيل لجنة تحقيق لمعرفة أسباب حادثة سقوط الآلة الرافعة في الحرم المكي والرفع بنتائجها عاجلاً.[35] في 12 سبتمبر قام الملك سلمان بن عبد العزيز ملك السعودية بتفقد موقع حادثة سقوط رافعة في المسجد الحرام في مكة المكرمة، وتجوّل في أرجاء المسجد الحرام التي تضررت من الحادثة، كما زار المصابين في مستشفى النور. وأكد أنه سيتم الإعلان عن نتائج التحقيق في هذه الحادثة.[36]
- مصر: أجرى الرئيس المصري عبد الفتاح السيسي اتصالاً هاتفياً بالملك سلمان بن عبد العزيز آل سعود للتعزية في ضحايا سقوط الآلة الرافعة داخل الحرم المكي. وقال السفير علاء يوسف المُتحدث الرسمي باسم رئاسة الجمهورية، أن الرئيس أعرب خلال الاتصال عن خالص تعازيه في ضحايا الحادث الأليم بالحرم المكي الشريف، داعياً الله أن يتغمدهم برحمته وأن يسكنهم فسيح جناته، وأن ينعم الله بالشفاء العاجل لمصابي هذا الحادث. كما أكد وقوف مصر بشكل كامل إلى جانب المملكة والشعب السعودي الشقيق.[37]
- الجامعة العربية: نعى نبيل العربي الأمين العام لجامعة الدول العربية ضحايا حادث الرافعة التي انهارت بالحرم المكي مساء الجمعة، وتقدم في بيان له بخالص تعازية لأسر ضحايا الحادث، متمنياً تمام الشفاء لكل المصابين.[38]
- إيران: وصف الرئيس الإيراني حسن روحاني حادثة سقوط رافعة في الحرم المكي بالحادثة المؤلمة والمؤسفة، معتبرًا أن ما جرى يوم الجمعة والذي أسفر عن وقوع عشرات الجرحى والقتلى أمر مؤسف للأمة الإسلامية جمعاء. وذكر روحاني أن إيران جاهزة لتقديم المساعدات اللازمة لكل الحجاج وزوار بيت الله الحرام، بمن فيهم حجاج إيران، قائلا إنه يأمل أن تجري مناسك الحج لهذا العام بسلامة تامة.[39]
- باكستان: أعرب رئيس الوزراء الباكستاني نواز شريف عن تعازيه العميقة بوفاة الحجاج بسبب انهيار الآلة الرافعة في الحرم الشريف في مكة المكرمة. ودعا الله أن يسكن من مات من الحجيج فسيح جناته، وأن يكون عونًا لأسر الضحايا وحكومة المملكة العربية السعودية. وأمر شريف السفير الباكستاني في المملكة العربية السعودية بتقديم كل مساعدة ممكنة للمصابين والقيام بزيارة شخصية للمرضى في المستشفيات نيابة عنه، كما وجه رئيس الوزراء السفير لتقديم كل مساعدة ممكنة للمصابين وأسر المتوفين.[40]
- ماليزيا: دعا رئيس الوزراء الماليزي نجيب تون عبد الرزاق لمساعدات فورية للحجاج الماليزيين الذين أصيبوا في الحادث.[41]
- الهند: أعرب نائب الرئيس الهندي حميد أنصاري عن حزنه على وقوع الكارثة، ودعا إلى بذل كل جهد لتقديم كل مساعدة ممكنة، وأعرب عن تعازيه لأسر المتوفين وتمنى الشفاء العاجل للجرحى.[42]
- كندا: عبَّر وزير الشؤون الخارجية الكندي روب نيكولسون تويتد عن حزنه البالغ لمعرفته بوفاة 87 شخص في المسجد الحرام في مكة المكرمة اليوم، وقال في تغريدة: التعازي لأسر وأصدقاء الضحايا.[43]
- روسيا: قدم الرئيس فلاديمير بوتين التعازي للعاهل السعودي، وأعرب عن تعاطف الشعب الروسي مع أسر الضحايا والمصابين، متمنيًا الشفاء العاجل للمصابين.[44]
- فرنسا: أصدرت وزارة الخارجية الفرنسية بيانًا عبرت فيه عن صدمتها وأسفها لحادثت سقوط الرافعة والتي أدت لوقوع عدد من الوفيات والإصابات، وأضاف البيان: «في هذه اللحظة المؤلمة نتقدم لأسر الضحايا، ونعرب عن تضامننا مع السلطات والشعب السعودي».[45]
- المملكة المتحدة: أعربت بريطانيا على لسان وزير خارجيتها فيليب هاموند عن الحزن العميق لحادث المسجد الحرام بمكة المكرمة الذي أدى إلى وفاة عدد كبير من الأشخاص جراء سقوط رافعة. وقال هاموند في بيان صحفي أنه يشعر بالصدمة والحزن لمقتل عدد كبير من المسلمين ممن كانوا يستعدون لتأدية فريضة الحج، معربًا عن خالص تعازيه لجميع أسر الضحايا.[46]
- الولايات المتحدة: قال المتحدث باسم وزارة الخارجية الأمريكية جون كيري للصحافيين: نقدم تعازينا للمملكة، ولقد رأينا التقارير الصحفية حول حادث الرافعة في مكة المكرمة، ودعواتنا لجميع الذين أصيبوا وذويهم.[47]